# Leucauge longula
Leucauge longula är en spindelart som först beskrevs av Tord Tamerlan Teodor Thorell 1878.  Leucauge longula ingår i släktet Leucauge och familjen käkspindlar. Inga underarter finns listade i Catalogue of Life.